# 彭良才
彭良才，华中农业大学教授，主要从事生物质与生物能源，作物遗传育种等方面的研究工作。入选中华人民共和国教育部第八批"长江学者"特聘教授，曾就读于华中农业大学 。